# Focus (revista alemã)
Focus é uma revista de notícias semanal alemã, publicada em Munique desde 1993 e distribuído por toda a Alemanha. É a terceira maior revista de notícias da Alemanha. É considerado conservador e se inclina para o liberalismo econômico.
É publicado todas as segundas-feiras desde 18 de janeiro de 1993 pela editora Hubert Burda Media. A revista foi posicionado contra Der Spiegel e fundada por Helmut Markwort e Hubert Burda, com uma tiragem inicial de cerca de 478 mil exemplares. O portal de notícias Focus On-line foi lançada em janeiro de 1996, em estreita cooperação com o MSN Alemanha. Focus TV foi lançado mais tarde nesse ano, como um programa de revista de informação sobre o canal de TV ProSieben. Spin-offs da revista incluem Focus-Dinheiro (lançado em março de 2000) e a revista educativa Focus-Schule (lançado em Janeiro de 1914).